# فهرست قنات‌های شهرستان ابرکوه
جدول زیر براساس آمار وزارت جهاد کشاورزی تهیه شده‌است. فهرست زیر قنات‌های شهرستان ابرکوه در استان یزد را نشان می‌دهد.
| نام قنات      | موقعیت                   | نزدیک‌ترین روستا | طول قنات (متر) | تعداد میله چاه | عمق مادر چاه | دبی (لیتر بر ثانیه) | سطح زیر کشت (هکتار) |
| ------------- | ------------------------ | --------------- | -------------- | -------------- | ------------ | ------------------- | ------------------- |
| ابرجامه       | بخش مرکزی شهرستان ابرکوه | برگه (برگیمه)   | ۰              | ۰              | ۰            | ۵                   | ۰                   |
| اردی          | بخش مرکزی شهرستان ابرکوه | اردی            | ۰              | ۰              | ۰            | ۲۴                  | ۰                   |
| اسدآباد پایین | بخش مرکزی شهرستان ابرکوه | اسدآباد پایین   | ۰              | ۰              | ۰            | ۸                   | ۰                   |
| اسطح          | بخش مرکزی شهرستان ابرکوه | اسطح            | ۰              | ۰              | ۰            | ۷۵                  | ۰                   |
| امیرآباد      | بخش مرکزی شهرستان ابرکوه | ده عرب          | ۰              | ۰              | ۰            | ۷                   | ۰                   |
| بابک          | بخش مرکزی شهرستان ابرکوه | احمدآباد        | ۰              | ۰              | ۰            | ۱۵                  | ۰                   |
| بیژرنگ        | بخش مرکزی شهرستان ابرکوه | بیزدنگ          | ۰              | ۰              | ۰            | ۳٫۵                 | ۰                   |
| تیزک          | بخش مرکزی شهرستان ابرکوه | تیزک            | ۰              | ۰              | ۰            | ۵                   | ۰                   |
| جعفرآباد      | بخش مرکزی شهرستان ابرکوه | جعفرآباد        | ۰              | ۰              | ۰            | ۶۶                  | ۰                   |
| جلگه زاوه     | بخش مرکزی شهرستان ابرکوه | مهرآباد         | ۰              | ۰              | ۰            | ۱۰                  | ۰                   |
| جیشر          | بخش مرکزی شهرستان ابرکوه | مهرآباد         | ۰              | ۰              | ۰            | ۱۲                  | ۰                   |
| خسروآباد      | بخش مرکزی شهرستان ابرکوه | خسروآباد        | ۰              | ۰              | ۰            | ۱۵                  | ۰                   |
| دشت مهرآباد   | بخش مرکزی شهرستان ابرکوه | مهرآباد         | ۰              | ۰              | ۰            | ۱۷                  | ۰                   |
| ده عرب        | بخش مرکزی شهرستان ابرکوه | ده عرب          | ۰              | ۰              | ۰            | ۱۸                  | ۰                   |
| رستم‌آباد      | بخش مرکزی شهرستان ابرکوه | ده عرب          | ۰              | ۰              | ۰            | ۸۱                  | ۰                   |
| سنه أی        | بخش مرکزی شهرستان ابرکوه | سنه أی          | ۰              | ۰              | ۰            | ۴۰                  | ۰                   |
| سیاه آب       | بخش مرکزی شهرستان ابرکوه | فراغه           | ۰              | ۰              | ۰            | ۶۰                  | ۰                   |
| شاه‌آباد       | بخش مرکزی شهرستان ابرکوه | احمدآباد        | ۰              | ۰              | ۰            | ۳۰                  | ۰                   |
| صادق‌آباد      | بخش مرکزی شهرستان ابرکوه | صادق‌آباد        | ۰              | ۰              | ۰            | ۲۶                  | ۰                   |
| عبدالله‌آباد   | بخش مرکزی شهرستان ابرکوه | عبدالله‌آباد     | ۰              | ۰              | ۰            | ۱۵                  | ۰                   |
| عزت‌آباد       | بخش مرکزی شهرستان ابرکوه | مرکزی           | ۰              | ۰              | ۰            | ۱۰                  | ۰                   |
| علی‌آباد       | بخش مرکزی شهرستان ابرکوه | صفی‌آباد         | ۰              | ۰              | ۰            | ۴                   | ۰                   |
| علی‌آباد قوامی | بخش مرکزی شهرستان ابرکوه | علی‌آباد         | ۰              | ۰              | ۰            | ۰                   | ۰                   |
| فتح‌آباد       | بخش مرکزی شهرستان ابرکوه | گل کاران        | ۰              | ۰              | ۰            | ۸                   | ۰                   |
| فخرآباد       | بخش مرکزی شهرستان ابرکوه | بداف            | ۰              | ۰              | ۰            | ۱۲                  | ۰                   |
| فیروزآباد     | بخش مرکزی شهرستان ابرکوه | فیروزآباد       | ۰              | ۰              | ۰            | ۱۷٫۵                | ۰                   |
| قاضی          | بخش مرکزی شهرستان ابرکوه | صفی‌آباد         | ۰              | ۰              | ۰            | ۱۶                  | ۰                   |
| قنات تقی‌آباد  | بخش مرکزی شهرستان ابرکوه | احمدآباد        | ۰              | ۰              | ۰            | ۱۵                  | ۰                   |
| له میان       | بخش مرکزی شهرستان ابرکوه | رحیم‌آباد        | ۰              | ۰              | ۰            | ۳                   | ۰                   |
| مدوئیه        | بخش مرکزی شهرستان ابرکوه | مدوئیه          | ۰              | ۰              | ۰            | ۲۲                  | ۰                   |
| موجودآباد     | بخش مرکزی شهرستان ابرکوه | موجودآباد       | ۰              | ۰              | ۰            | ۴                   | ۰                   |
| میاندشت اردی  | بخش مرکزی شهرستان ابرکوه | اردی            | ۰              | ۰              | ۰            | ۱۲                  | ۰                   |
| نصرت‌آباد      | بخش مرکزی شهرستان ابرکوه | نصرت‌آباد        | ۰              | ۰              | ۰            | ۵                   | ۰                   |
| نوادان        | بخش مرکزی شهرستان ابرکوه | مرکزی           | ۰              | ۰              | ۰            | ۹                   | ۰                   |
| نوش‌آباد       | بخش مرکزی شهرستان ابرکوه | فراغه           | ۰              | ۰              | ۰            | ۱۸                  | ۰                   |
| همت‌آباد       | بخش مرکزی شهرستان ابرکوه | ده عرب          | ۰              | ۰              | ۰            | ۱۵                  | ۰                   |
| هک            | بخش مرکزی شهرستان ابرکوه | هک              | ۰              | ۰              | ۰            | ۱٫۵                 | ۰                   |
| کریم‌آباد      | بخش مرکزی شهرستان ابرکوه | رحیم‌آباد        | ۰              | ۰              | ۰            | ۱۲                  | ۰                   |
| گزستان        | بخش مرکزی شهرستان ابرکوه | گزستان          | ۰              | ۰              | ۰            | ۲۲                  | ۰                   |